# Эмгейтен (линейный корабль, 1783)
«Эмгейтен» (швед. Ömheten; Нежность) — 64-пушечный парусный линейный корабль. После спуска на воду в 1783 году входил в состав шведского флота, принимал участие в русско-шведской войне 1788—90 годов. Был захвачен русскими моряками после Выборгского сражения в 1790 году и включен в состав русского флота. В его составе принял участие в   войне первой коалиции, голландской экспедиции 1799 года, войне четвертой коалиции, англо-русской войне и русско-шведской войне 1808—09 годов. Разобран в 1816 году.